# Marc Fauvelle
Marc Fauvelle, né le 12 octobre 1976 à Nogent-sur-Marne, est un journaliste français de radio et de télévision.
Il travaille à la rédaction de France Inter à partir de 2013, où il présente les éditions du journal de la matinale. Il anime ensuite la matinale de France Info entre 2018 et 2023, puis devient directeur de la rédaction de France Inter en 2023. En 2025, il quitte Radio France pour travailler à la télévision sur BFM TV.

## Biographie

### Formation et débuts professionnels
Après une hypokhâgne et une khâgne, il est diplômé du Centre universitaire d’enseignement du journalisme (CUEJ) de Strasbourg en 1998, Marc Fauvelle commence sa carrière à Radio France Alsace. En 2000, il est recruté en tant que rédacteur-reporteur à Radio France Multimédia.

### 2003-2011: France Info et I-Télé
En 2003, il intègre France Info, d'abord comme reporter, puis comme journaliste du service politique. Parallèlement, à partir d'octobre 2006, à la suite du départ de Thierry Guerrier de France Info, il coprésente À sa place vous feriez quoi ? avec Thomas Hugues, une interview quotidienne de 7 minutes diffusée en direct et en simultané sur la chaîne d’information en continu i>Télé et France Info du lundi au jeudi à 19 h 16.
De septembre 2007 à juillet 2011, il coprésente la matinale de France Info, de 7 h à 11 h avec Raphaëlle Duchemin, puis, à partir de septembre 2009, de 7 h à 10 h avec Nicolas Poincaré et Raphaëlle Duchemin et enfin, à partir de février 2011 avec Olivier Emond et Raphaëlle Duchemin.

### 2011-2013: I-Télé
En septembre 2011, il rejoint la chaîne d'information en continu i>Télé pour présenter la tranche entre 17 h et 20 h, avec Léa Salamé. À la rentrée 2012, leur tranche est diffusée de 18 h à 22 h en incluant l'émission 20 h Foot.

### 2013-2018: France Inter
Il quitte i>Télé en décembre 2012 pour rejoindre France Inter à la nouvelle année, en tant que chef du service politique et présentateur de l'émission hebdomadaire Tous politiques, et ce jusqu'à l'été 2015.
Il est par ailleurs un des remplaçants de Patrick Cohen à la présentation de la matinale de la station.
À compter du 24 août 2015, il prend la suite de Mickaël Thébault à la présentation des journaux de 6 h 30 et 8 h de la radio publique.
Le 3 septembre 2016, il rejoint comme chroniqueur la nouvelle émission de France 5, C l'hebdo, pour y présenter une revue de presse sur l'actualité de la semaine. En février 2017, il quitte l'émission, préférant se concentrer sur ces activités radios, il est remplacé par Antoine Genton.

### 2018-2023: France Info
Le 18 juin 2018, Vincent Giret annonce qu'il succède à Bruce Toussaint à la matinale de France Info dès le 27 août 2018. C'est un retour aux sources pour le journaliste qui connait déjà l'exercice, l'ayant déjà pratiqué entre 2007 et 2011.
En septembre 2018, il joue son propre rôle dans la websérie Sibyle et Guy, créée par Charline Vanhoenacker et Alex Vizorek, qui parodie Sibyle Veil et Guy Lagache, les patrons de Radio France[réf. souhaitée],.
De septembre 2020 à juin 2023, il présente avec Salhia Brakhlia l'interview politique de la matinale. Les coulisses de la saison 2021/2022 du 8.30 Franceinfo ont fait l'objet d'un film documentaire réalisé par Salhia Brakhlia et Mouloud Achour
En avril 2023, il annonce son départ de la station à la fin de la saison.

### Septembre 2023-2025: France Inter
Après le départ à la retraite de Catherine Nayl, il prend en charge la direction de l'information de France Inter à la rentrée 2023. Cette décision crée des tensions temporaires auprès des syndicats de salariés de Radio France car en interne, il est volontiers reconnu « très rigoureux », mais aussi décrit comme « colérique » ou « rude car exigeant », mais un an plus tard, « la greffe a bien pris avec les équipes » selon Adèle Van Reeth, directrice de la station.

### 2025: retour à la télévision sur BFM TV
En mars 2025, il annonce soudainement qu'il quitte France Inter pour rejoindre BFM TV, ce qui suscite de la « sidération » voire de la « colère » dans l'équipe de rédaction de la radio. Il remplace Benjamin Duhamel sur la tranche 19/20H du lundi au jeudi et aura en charge également la tranche 18/20H du dimanche.